# Kolenetrus plenus
Kolenetrus plenus är en insektsart som först beskrevs av William Lucas Distant 1882.  Kolenetrus plenus ingår i släktet Kolenetrus och familjen Rhyparochromidae. Inga underarter finns listade i Catalogue of Life.